# Центральный банк Люксембурга
Центральный банк Люксембурга (фр. Banque Centrale du Luxembourg) — центральный банк Люксембурга. Банк был основан законом от 22 апреля 1998 года. Центральный банк Люксембурга является членом Европейской системы центральных банков.

## История
В 1856 году был создан Международный банк Люксембурга, получивший право выпуска банкнот.
В 1873 году создан Национальный банк Великого Герцогства Люксембург, наделённый правами центрального банка, в том числе выпуска банкнот. В 1881 году банк был ликвидирован, право эмиссии осталось только у Международного банка Люксембурга. С 1920-х годов банкноты выпускало также Министерство финансов.
В 1983 году создан Валютный институт Люксембурга, в 1985 году институт начал выпуск банкнот.
22 апреля 1998 года принят закон о создании Центрального банка Люксембурга.